# Mistrzostwa Świata w Piłce Nożnej 2014 (eliminacje strefy UEFA)/Grupa 3
W Grupie 3 eliminacji do MŚ 2014 brały udział następujące zespoły:
- Niemcy
- Szwecja
- Irlandia
- Austria
- Wyspy Owcze
- Kazachstan

## Tabela
| Lp. | Drużyna     | M  | Mecze | Mecze | Mecze | Bramki | Bramki | Bramki | Pkt |
| Lp. | Drużyna     | M  | W     | R     | P     | +      | −      | +/−    | Pkt |
| --- | ----------- | -- | ----- | ----- | ----- | ------ | ------ | ------ | --- |
| 1.  | Niemcy      | 10 | 9     | 1     | 0     | 36     | 10     | +26    | 28  |
| 2.  | Szwecja     | 10 | 6     | 2     | 2     | 19     | 14     | +5     | 20  |
| 3.  | Austria     | 10 | 5     | 2     | 3     | 20     | 10     | +10    | 17  |
| 4.  | Irlandia    | 10 | 4     | 2     | 4     | 16     | 17     | −1     | 14  |
| 5.  | Kazachstan  | 10 | 1     | 2     | 7     | 6      | 21     | −15    | 5   |
| 6.  | Wyspy Owcze | 10 | 0     | 1     | 9     | 4      | 29     | −25    | 1   |

|             | Niemcy | Szwecja | Irlandia | Austria | Wyspy Owcze | Kazachstan |
| ----------- | ------ | ------- | -------- | ------- | ----------- | ---------- |
| Niemcy      | X      | 4:4     | 3:0      | 3:0     | 3:0         | 4:1        |
| Szwecja     | 3:5    | X       | 0:0      | 2:1     | 2:0         | 2:0        |
| Irlandia    | 1:6    | 1:2     | X        | 2:2     | 3:0         | 3:1        |
| Austria     | 1:2    | 2:1     | 1:0      | X       | 6:0         | 4:0        |
| Wyspy Owcze | 0:3    | 1:2     | 1:4      | 0:3     | X           | 1:1        |
| Kazachstan  | 0:3    | 0:1     | 1:2      | 0:0     | 2:1         | X          |

## Wyniki
Czas: CET
| 7 września 2012 22:00 | Kazachstan · Nurdauletow 37' | 1:2(1:0)Raport | Irlandia · 89' (k) Keane · 90' Doyle | Astana Arena, Astana Widzów: 12 384 Sędzia: Ionut Marius Avram |
|                       |                              |                |                                      |                                                                |

| 7 września 2012 20:45 | Niemcy · Götze 28' · Özil 54', 72' | 3:0(1:0)Raport | Wyspy Owcze | AWD-Arena, Hanower Widzów: 32 769 Sędzia: Robert Madden |
|                       |                                    |                |             |                                                         |

| 11 września 2012 20:35 | Austria · Junuzović 57' | 1:2(0:1)Raport | Niemcy · 44' Reus · 52' Özil | Ernst-Happel-Stadion, Wiedeń Widzów: 47 000 Sędzia: Björn Kuipers |
|                        |                         |                |                              |                                                                   |

| 11 września 2012 20:30 | Szwecja · R. Elm 37' · Berg 90+4' | 2:0(1:0)Raport | Kazachstan | Swedbank Stadion, Malmö Widzów: 20 414 Sędzia: Serhij Bojko |
|                        |                                   |                |            |                                                             |

| 12 października 2012 19:45 | Irlandia · Keogh 90+2' | 1:6(0:2)Raport | Niemcy · 32', 40' Reus · 55' (k) Özil · 58' Klose · 61', 83' Kroos | Aviva Stadium, Dublin Widzów: 49 850 Sędzia: Nicola Rizzoli |
|                            |                        |                |                                                                    |                                                             |

| 12 października 2012 17:00 | Wyspy Owcze · Baldvinsson 57' | 1:2(0:0)Raport | Szwecja · 65' Kačaniklić · 75' Ibrahimović | Tórsvøllur, Thorshavn Widzów: 5 079 Sędzia: Anastasios Sidiropulos |
|                            |                               |                |                                            |                                                                    |

| 12 października 2012 22:00 | Kazachstan | 0:0(0:0)Raport | Austria | Astana Arena, Astana Widzów: 12 900 Sędzia: Tamás Bognár |
|                            |            |                |         |                                                          |

| 16 października 2012 20:45 | Niemcy · Klose 8', 15' · Mertesacker 39' · Özil 56' | 4:4(3:0)Raport | Szwecja · 62' Ibrahimović · 64' Lustig · 76' Elmander · 90+3' Elm | Stadion Olimpijski, Berlin Widzów: 72 369 Sędzia: Pedro Proença |
|                            |                                                     |                |                                                                   |                                                                 |

| 16 października 2012 20:00 | Wyspy Owcze · Hansen 68' | 1:4(0:0)Raport | Irlandia · 47' Wilson · 52' Walters · 73' (sam.) Justinussen · 89' O’Dea | Tórsvøllur, Thorshavn Widzów: 4 300 Sędzia: Lorenc Jemini |
|                            |                          |                |                                                                          |                                                           |

| 16 października 2012 20:35 | Austria · Janko 24', 63' · Alaba 71' · Harnik 90+3' | 4:0(1:0)Raport | Kazachstan | Ernst-Happel-Stadion, Wiedeń Widzów: 43 000 Sędzia: Jakob Kehlet |
|                            |                                                     |                |            |                                                                  |

| 22 marca 2013 19:00 | Kazachstan | 0:3(0:2) | Niemcy · 20', 74' Müller · 22' Götze | Astana Arena, Astana Widzów: 29 300 Sędzia: Anastasios Kakos |
|                     |            |          |                                      |                                                              |

| 22 marca 2013 20:45 | Szwecja | 0:0(0:0) | Irlandia | Råsundastadion, Solna Widzów: 49 436 Sędzia: Alberto Undiano |
|                     |         |          |          |                                                              |

| 22 marca 2013 20:30 | Austria · Hosiner 8', 20' · Ivanschitz 28' · Junuzović 77' · Alaba 78' · Garics 82' | 6:0(3:0) | Wyspy Owcze | Ernst-Happel-Stadion, Wiedeń Widzów: 24 200 Sędzia: Ołeksandr Derdo |
|                     |                                                                                     |          |             |                                                                     |

| 26 marca 2013 20:45 | Irlandia · Walters 25' (k), 45' | 2:2(2:1) | Austria · 12' Harnik · 90' Alaba | Aviva Stadium, Dublin Widzów: 50 000 Sędzia: Marijo Strahonja |
|                     |                                 |          |                                  |                                                               |

| 26 marca 2013 20:45 | Niemcy · Reus 23', 90' · Götze 27' · Gündoğan 31' | 4:1(3:0) | Kazachstan · 46' Schmidtgal | Easycreditstadion, Norymberga Widzów: 43 520 Sędzia: Halis Ozkahja |
|                     |                                                   |          |                             |                                                                    |

| 7 czerwca 2013 | Austria · Alaba 26' · Janko 32' | 2:1(2:0)Raport | Szwecja · 82' Elmander | Ernst-Happel-Stadion, Wiedeń Widzów: 48 500 Sędzia: Gianluca Rocchi |
|                |                                 |                |                        |                                                                     |

| 7 czerwca 2013 | Irlandia · Keane 5', 56', 81' | 3:0(1:0)Raport | Wyspy Owcze | Aviva Stadium, Dublin Widzów: 30 805 Sędzia: Mattias Gestranius |
|                |                               |                |             |                                                                 |

| 11 czerwca 2013 | Szwecja · Ibrahimović 35', 82' (k.) | 2:0(1:0)Raport | Wyspy Owcze | Friends Arena, Solna Widzów: 32 858 Sędzia: Nikołaj Jordanow |
|                 |                                     |                |             |                                                              |

| 6 września 2013 20:45 | Irlandia · Keane 21' | 1:2(1:1) | Szwecja · 33' Elmander · 57' Svensson | Aviva Stadium, Dublin Widzów: 49 500 Sędzia: Damir Skomina |
|                       |                      |          |                                       |                                                            |

| 6 września 2013 20:45 | Niemcy · Klose 33' · Kroos 51' · Müller 88' | 3:0(1:0) | Austria | Allianz Arena, Monachium Widzów: 68 000 Sędzia: Milorad Mažić |
|                       |                                             |          |         |                                                               |

| 6 września 2013 17:00 | Kazachstan · Nurdauletow 50' (k.) · Finonczenko 63' | 2:1(0:1) | Wyspy Owcze · 23' Benjaminssen | Astana Arena, Astana Widzów: 7 000 Sędzia: Johnny Casanova |
|                       |                                                     |          |                                |                                                            |

| 10 września 2013 20:45 | Wyspy Owcze | 0:3(0:1)Raport | Niemcy · 23' Mertesacker · 74' (k) Özil · 84' Müller | Tórsvøllur, Thorshavn Widzów: 4 118 Sędzia: Gediminas Mažeika |
|                        |             |                |                                                      |                                                               |

| 10 września 2013 18:00 | Kazachstan | 0:1(0:1)raport | Szwecja · 1' Ibrahimović | Astana Arena, Astana Widzów: 24 000 Sędzia: Miroslav Zelinka |
|                        |            |                |                          |                                                              |

| 10 września 2013 20:45 | Austria · Alaba 84' | 1:0(0:0)Raport | Irlandia | Ernst-Happel-Stadion, Wiedeń Widzów: 48 500 Sędzia: Olegário Benquerença |
|                        |                     |                |          |                                                                          |

| 11 października 2013 20:45 | Niemcy · Khedira 12' · Schürrle 58' · Özil 90+1' | 3:0(1:0) | Irlandia | RheinEnergieStadion, Kolonia Widzów: 46 237 Sędzia: Serge Gumienny |
|                            |                                                  |          |          |                                                                    |

| 11 października 2013 20:45 | Szwecja · Olsson 56' · Ibrahimović 86' | 2:1(0:1) | Austria · 29' Harnik | Friends Arena, Solna Widzów: 49 416 Sędzia: Cüneyt Çakır |
|                            |                                        |          |                      |                                                          |

| 11 października 2013 19:00 | Wyspy Owcze · Hansson 41' | 1:1(1:0) | Kazachstan · 55' Finonczenko | Tórsvøllur, Thorshavn Sędzia: Dumitru Muntean |
|                            |                           |          |                              |                                               |

| 15 października 2013 20:45 | Szwecja · Hysén 6', 69' · Kačaniklić 42' | 3:5(2:1) | Niemcy · 45' Özil · 53' Goetze · 57', 66', 76' Schurrle | Råsundastadion, Solna Sędzia: William Collum |
|                            |                                          |          |                                                         |                                              |

| 15 października 2013 20:45 | Wyspy Owcze | 0:3(0:1) | Austria · 16' Ivanschitz · 64' Proedl · 67' (k) Alaba | Tórsvøllur, Thorshavn Sędzia: Liran Liani |
|                            |             |          |                                                       |                                           |

| 15 października 2013 20:45 | Irlandia · Keane 17' (k) · O’Shea 26' · Szomko 77' (sam) | 3:1(2:1) | Kazachstan · 13' Szomko | Aviva Stadium, Dublin Sędzia: Vadims Direktorenko |
|                            |                                                          |          |                         |                                                   |

## Strzelcy

### 7 goli
- Mesut Özil

### 6 goli
- Zlatan Ibrahimović

### 5 goli
- David Alaba
- Robbie Keane
- Marco Reus

### 4 gole
- Miroslav Klose
- Thomas Müller

### 3 gole
- Martin Harnik
- Marc Janko
- Mario Götze
- Toni Kroos
- Jonathan Walters
- Johan Elmander

### 2 gole
- Zlatko Junuzović
- Philipp Hosiner
- Andriej Finonczenko
- Kairat Nurdauletow
- Per Mertesacker
- Rasmus Elm

### 1 gol
- György Garics
- Andreas Ivanschitz
- Kevin Doyle
- Andy Keogh
- Darren O’Dea
- Marc Wilson
- Heinrich Schmidtgal
- İlkay Gündoğan
- Sami Khedira
- André Schürrle
- Marcus Berg
- Alexander Kačaniklić
- Mikael Lustig
- Martin Olsson
- Anders Svensson
- Rógvi Baldvinson
- Fróði Benjaminsen
- Arnbjørn Hansen
- Hallur Hansson

### Bramki samobójcze
- Pól Jóhannus Justinussen (dla Irlandii)